# Caraga (Davao Oriental)
Caraga (Bayan ng Caraga) är en kommun i Filippinerna. Kommunen ligger på ön Mindanao, och tillhör provinsen Davao Oriental. Folkmängden uppgår till 33 481 invånare.

## Barangayer
Caraga är indelat i 17 barangayer.
| - Alvar - Caningag - Don Leon Balante - Lamiawan - Manorigao - Mercedes - Palma Gil - Pichon - Poblacion | - San Antonio - San Jose - San Luis - San Miguel - San Pedro - Santa Fe - Santiago - Sobrecarey |